# Драган Шестић
Драган Шестић (енгл. Dragan Sestic; Бањалука, 9. септембар 1974) јесте аустралски рукометаш српскога порекла. Учествовао је на Летњим олимпијским играма 2000. године у Сиднеју. Рођени брат му је Саша Шестић.

## Извори
1. ↑  „Dragan Sestic Olympic Results”. Sports-Reference.com. Sports Reference LLC. Приступљено 24. 3. 2020.
2. ↑  „Sasa Sestic Olympic Results”. Sports-Reference.com. Sports Reference LLC. Архивирано из оригинала 18. 04. 2020. г. Приступљено 14. 4. 2020. Невалидан унос |deadurl=dead (помоћ)